# Burg Loppersum
Die Burg Loppersum ist eine ehemalige Burganlage des ostfriesischen Häuptlingsgeschlechts der Allena und heutiges Herrenhaus im Ortsteil Loppersum der Gemeinde Hinte im niedersächsischen Landkreis Aurich.
Loppersum war der Häuptlingssitz der Allena. 1379 fand westlich des Ortes zwischen dem mächtigen Häuptling Ocko I. tom Brok und Folkmar Allena eine Schlacht statt. Ocko ließ nach seinem Sieg die Burgen in Loppersum und Suurhusen zerstören. 1404 konnte Folkmar durch Verträge mit Ockos Sohn Keno II. tom Brok wieder in den Besitz von Loppersum kommen. Eine neue Burg in Form eines Saalbaus wird erstmals wieder 1469 erwähnt, vermutlich entstand sie nach 1453 unter Abeko I. Später saß darauf die Familie der Beninga. Um 1620 kam ein Heinrich von Diepenbroek, später ein Geheimrat von dem Appelle in ihren Besitz. Der Hofgerichtsassessor von Osten ließ schließlich um 1776 die vernachlässigte Anlage abreißen, im Nachfolgebau wurde ein Saal der alten Burg und der Keller übernommen. Nach dem Tod von Ostens 1815 erwarb General von Frese das Gut. 1859 ließ dessen Witwe auf dem Burggelände durch den Architekten Georg Ludwig Friedrich Laves das bestehende neogotische Fresenhaus errichten. Der heutige Graben stammt noch von der Befestigung des Saalbaus, der dazugehörige Wall ist einplaniert.